# Urška Hlebec
Urška Hlebec, slovenska gledališka in filmska igralka, * 1965.
Diplomirala je na Akademiji za gledališče, radio, film in televizijo v Ljubljani, že v času študija je zaigrala glavno žensko vlogo v štirih celovečernih filmih. Nastopala je v Lutkovnem gledališču Ljubljana.

## Filmografija
- Divji vzhod (2012, študijski igrani)
- Stanje šoka (2011, celovečerni igrani film)
- Morana (1993, celovečerni igrani film)
- Operacija Cartier (1991, celovečerni igrani TV film)
- Do konca in naprej (1990, celovečerni igrani film)
- Donator (1989, celovečerni igrani film)
- Moj ata, socialistični kulak (1987, celovečerni igrani film)